# جمشيد شاه محمدي
جمشيد شاه محمدي (بالفارسية: جمشید شاه‌محمدی)، من مواليد 2 يوليو 1968، هو لاعب كرة قدم إيراني معتزل، ومساعد مدرب سابقاً، كان يلعب مركز مهاجم، بدأ مسيرته الكروية سنة 1987، وانضم إلى المنتخب الإيراني سنة 1992، حيث لعب 12 مباراة وسجل هدفاً وحيداً، اعتزل اللعب نهائياً سنة 2002.